# 迪克森 (內布拉斯加州)
迪克森（英語：Dixon）是位於美國內布拉斯加州迪克森縣的村。

## 人口
根據2020年美國人口普查的數據，迪克森的面積為0.39平方千米，皆為陸地。當地共有人口77人，而人口密度為每平方千米197人。